# Caristianus jilinensis
Caristianus jilinensis är en insektsart som beskrevs av Chou, Yuan och Wang 1954. Caristianus jilinensis ingår i släktet Caristianus och familjen vedstritar. Inga underarter finns listade i Catalogue of Life.